# Algrange
Algrange é uma comuna francesa na região administrativa de Grande Leste, no departamento de Mosela. Estende-se por uma área de 6,96 km². Em 2010 a comuna tinha 6 201 habitantes (densidade: 890,9 hab./km²).